# Muzeum Pogranicza Śląsko-Łużyckiego w Żarach
Muzeum Pogranicza Śląsko-Łużyckiego w Żarach – muzeum z siedzibą w Żarach. Placówka jest gminną jednostką organizacyjną.
Tradycje muzealnictwa w Żarach sięgają końca XIX wieku, kiedy to Żarskie Towarzystwo Historyczne zorganizowało pierwszą ekspozycję stałą w 1888 roku. W 1930 roku zbiory przeniesiono do zamku Bilbersteinów. Podczas II wojny światowej, mimo bombardowań zamku w 1944 roku, zbiory muzealne zostały zabezpieczone. Wkroczenie do miasta Armii Czerwonej oraz działalność szabrowników doprowadziła do rozgrabienia eksponatów (niewielka część trafiła do muzeum w Nowej Soli).
Obecnie istniejące muzeum powstało w 2013 roku, w oparciu o działający od 2005 roku Gabinet Miasta. Docelowo na jego siedzibę przeznaczono budynek po dawnym archiwum przy pl. Kardynała Wyszyńskiego 2.
W ramach wystaw prezentowane są ekspozycje dotyczące wykopalisk archeologicznych na terenie miasta i okolicy oraz poświęcone żarskiemu przemysłowi. Zebrane eksponaty obrazują rozwój tutejszego górnictwa węgla brunatnego, produkcji szkła i porcelany oraz browarnictwa. Ponadto w zbiorach znajdują się liczne pocztówki, mapy i plany miasta. Natomiast w budynku Miejskiej Biblioteki Publicznej (ul. Wrocławska 11) znajduje się ekspozycja dotycząca historii żarskiego garnizonu w latach 1945–2001.
Muzeum jest obiektem całorocznym, czynnym z wyjątkiem poniedziałków. Wstęp jest wolny.